# Сен-Жан-д’Анжели
Сен-Жан-д’Анжели́ (фр. Saint-Jean-d’Angély) — коммуна во Франции, находится в регионе Пуату — Шаранта. Департамент коммуны — Шаранта Приморская. Входит в состав кантона Сен-Жан-д’Анжели. Округ коммуны — Сен-Жан-д’Анжели.
Код INSEE коммуны — 17347.

## История
В 1621 году был осажден французскими королевскими войсками Людовика XIII и продержался 26 день, после чего был взят. 
В 2017 году одной из улиц Сен-Жан-д’Анжели присвоено имя исследовательницы Амазонии Октавии Кудро.

## Население
Население коммуны на 2010 год составляло 7669 человек.
| 1962 | 1968 | 1975 | 1982 | 1990 | 1999 | 2010 |
| ---- | ---- | ---- | ---- | ---- | ---- | ---- |
| 8660 | 9739 | 9642 | 8820 | 8060 | 7678 | 7669 |